# 高岡北インターチェンジ
高岡北インターチェンジ（たかおかきたインターチェンジ）は、富山県高岡市の能越自動車道（高岡砺波道路・氷見高岡道路）上にあるインターチェンジ。同市旧伏木町域の最寄りインターチェンジである。

## 歴史
- 2004年（平成16年）6月13日 : 高岡IC - 高岡北IC間開通に伴い供用開始。
- 2007年（平成19年）4月15日 : 高岡北IC - 氷見IC間開通。

## 道路
- E41 能越自動車道（高岡砺波道路・氷見高岡道路）(4番)

## 接続する道路
- 富山県道32号小矢部伏木港線

## 周辺
- 二上山
- 雨晴海岸
- 富山大学高岡キャンパス
- 城光寺公園
- 水道つつじ公園
- 伏木港

## 隣
E41 能越自動車道（高岡砺波道路・氷見高岡道路）
(3)高岡IC - (4)高岡北IC - (4-1)氷見南IC